# نايف الماس
نايف الماس (مواليد 18 يناير 2000) هو لاعب كرة قدم سعودي يلعب حاليًا في نادي الفيحاء .

## مسيرة اللاعب
بدأ في نادي النصر و وصل للفريق الأول مطلع عام 2019 و حقق لقب الدوري في نفس الموسم و أعير إلى نادي الباطن في صيف 2020 و انتقل إلى نادي الفيحاء مطلع عام 2022.

## وصلات خارجية
- نايف الماس على موقع Soccerway.com (الإنجليزية)